# امروز (برنامه کانال ان‌بی‌سی)
امروز (به انگلیسی: The Today Show) عنوان برنامه‌ای از کانال ان‌بی‌سی آمریکا می‌باشد. این برنامه از ۱۴ ژانویه ۱۹۵۲ در حال پخش است و اولین برنامه در گونه خود در برنامه‌های تلویزیون آمریکا بود.